# 488
488 је била преступна година.

## Догађаји
- Цар Зенон поново добија власт од узурпатора Леонтија и исауријског патриција Ила, који су заробљени и погубљени, чиме је окончана 4-годишња побуна (видети 484).
- Цар Зенон наређује Теодориху Великом да збаци свог ривала Одоакра, који се прогласио за као краља Италије. Са војском Острогота креће на Запад.
- Према англосаксонској хроници, Хенгист умире и наследио га је син Оиск на месту краља Кента.
- Међу народима који живе на јужној обали Дунава у Норику, чије је царство центар у близини Кремса на северној обали, су Ромеји који су раније евакуисани из подунавских насеља изнад реке Енс. Северни подунавски лимес Римског царства је практично напуштен. Са собом носе чак и мошти Северина из Норика.
- Гепиди заузимају Београд.
- Кавад I је крунисан од стране племића, и наследио је свог слепог стрица Балаша као 19. краљ Персијског царства.
- Нинкен, усвојени наследник Сеинеја, наслеђује свог брата Кензоа и постаје нови цар Јапана.
- Петра Фулера наследио је Паладије као патријарх Антиохије.
- Фравита Цариградски постаје цариградски патријарх.